# Yoshitomi
Pour les articles homonymes, voir Yoshitomi (homonymie).
Yoshitomi (吉富町, Yoshitomi-machi) est un bourg du district de Chikujō, dans la préfecture de Fukuoka, au Japon.

## Géographie

### Démographie
Au 1er juillet 2014, la population de Yoshitomi s'élevait à 6 681 habitants répartis sur une superficie de 5,68 km2.